# Dicranomyia (Dicranomyia) fulviceps
Dicranomyia (Dicranomyia) fulviceps is een tweevleugelige uit de familie steltmuggen (Limoniidae). De soort komt voor in het Australaziatisch gebied.